# كارلوس ريفيرا (مغني)
كارلوس أوغوستو ريفيرا غيرا المعروف باسم كارلوس ريفيرا (بالإسبانية: Carlos Rivera) (ولد في 15 مارس 1986) هو مغني و ممثل مكسيكي اكتسب شهرته من خلال فوزه بالجيل الثالث من أكاديمية لا أكاديميا .  أصدر أربعة ألبومات استوديو وشارك في ستة عروض مسرحية.